# Куидичът през вековете
„Куидичът през вековете“ е книга, написана от английската писателка Дж. К. Роулинг за магическите създания в света на Хари Потър. Тя пресъздава онази книга, която се пази в библиотеката на Хогуортс.
Името на Роулинг не е написано на оригиналната корица, авторът носи псевдонима „Кенилуорти Уисп“.
Приходите от книгата са в полза на благотворителната организация Comic Relief, свързана с БиБиСи. Над 80% от цената на всяка продадена книга отива директно за бедните деца в различни места по целия свят. Според Comic Relief продажбите на тази книга заедно с Фантастични животни и къде да ги намерим са събрали 17 милиона паунда.

## Резюме
През 2001 Роулинг написва две книги, които да служат като спътници за Хари Потър – Куидичът през вековете и Фантастични животни и къде да ги намерим. Към юни 2008 се очаква книгите да се комбинират и да спечелят над 30 милиона долара за Comic Relief. Двете книги вече са на разположение в твърди корици.

### Кенилуорти Уисп
В света на Хари Потър Кенилуорти Уисп е експерт по куидич и фанатик, който е написал много книги за спорта. Живее в Нотингамшър.

## В България
В България книгата „Куидичът през вековете“ е издадена с твърди корици, като част от фентъзи поредицата за Хари Потър на издателство „Егмонт“.